# 北島義斉
北島 義斉（きたじま よしなり、1964年〈昭和39年〉9月18日 - ）は、日本の実業家。大日本印刷社長。
父は第5代大日本印刷社長で、前会長の北島義俊。

## 略歴
- 1987年 - 慶應義塾大学経済学部卒業
- 1987年 - 富士銀行入社
- 1995年 - 大日本印刷入社
- 2001年 - 取締役
- 2003年 - 常務取締役
- 2005年 - 専務取締役
- 2009年 - 副社長就任
- 2015年 - デジタルコンテンツ協会会長就任
- 2018年 - 社長就任[3]